# Búlgaro (jurista)
Búlgaro foi um jurista bolonhês do século XII e o mais famoso dos quatro glosadores da Universidade de Bolonha. Famoso pela retórica, é lembrado como Boca de Ouro ou Crisóstomo, uma referência a João Crisóstomo.
A escola de direito de Búlgaro assentava na aplicação, interpretação e ensino da lei, favorecendo a doutrina do Corpus iuris civilis, em oposição à doutrina da Aequitas bursalis, defendida por Martinus Gosia, outro dos quatro glosadores.
Na Dieta Roncalia, Búlgaro era o líder entre os doutores e um dos conselheiros de maior confiança do imperador Frederico I do Sacro Império Romano-Germânico. Sua obra mais famosa é o comentário De Regulis Juris.
Búlgao morreu em 1166, numa idade avançada. A Capela da Universidade de Bolonha leva o seu nome.